# VWA-Hochschule
Die VWA-Hochschule für berufsbegleitendes Studium war eine private Hochschule mit staatlicher Anerkennung durch das Land Baden-Württemberg, die von 2013 bis 2024 bestand.

## Träger
Trägerin der VWA-Hochschule für berufsbegleitendes Studium war die gemeinnützige VWA-Hochschule GmbH. Deren Gesellschafter waren die Verwaltungs- und Wirtschafts-Akademie für den Regierungsbezirk Freiburg e. V., die Verwaltungs- und Wirtschafts-Akademie Baden in Karlsruhe e. V. und die Württembergische Verwaltungs- und Wirtschafts-Akademie e. V.

## Studiengänge
Es wurden die Studiengänge Bachelor of Arts (B.A.) Betriebswirtschaftslehre in Freiburg, Karlsruhe, Stuttgart und Ulm
sowie Bachelor of Engineering (B.Eng.) Wirtschaftsingenieurwesen in Freiburg und Stuttgart angeboten. 
Das berufsbegleitende Präsenzstudium fand abends und samstags statt.

## Akkreditierung
Die beiden Studiengänge Betriebswirtschaftslehre (B.A.) und Wirtschaftsingenieurwesen (B.Eng.) waren durch die Akkreditierungsagentur FIBAA am 30. November 2012 unter Auflagen für fünf Jahre akkreditiert.